# 瓦西薩 (佛羅里達州)
瓦西薩（英語：Wacissa）是位於美國佛羅里達州傑佛遜縣的一個人口普查指定地區。

## 地理
瓦西薩的座標為30°21′30″N 83°59′24″W / 30.35833°N 83.99000°W，而該地最高點為海拔高度13米（即42英尺）。

## 人口
根據2010年美國人口普查的數據，瓦西薩的面積為10.93平方千米，當中陸地面積為10.87平方千米，而水域面積為0.06平方千米。當地共有人口386人，而人口密度為每平方千米35人。